# Phyllostachys parvifolia
Phyllostachys parvifolia là một loài thực vật có hoa trong họ Hòa thảo. Loài này được C.D.Chu & H.Y.Chou miêu tả khoa học đầu tiên năm 1980.

## Hình ảnh

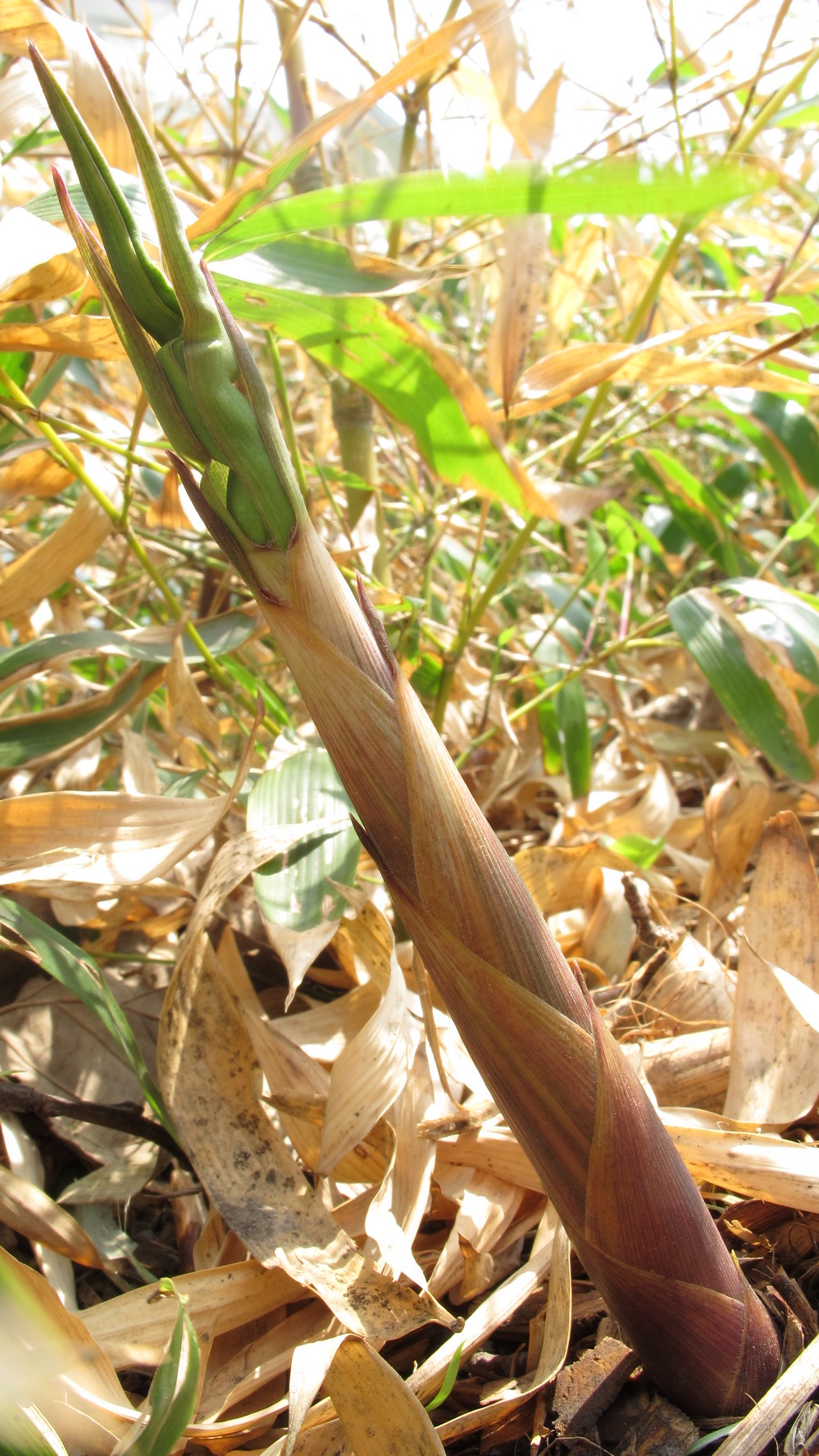
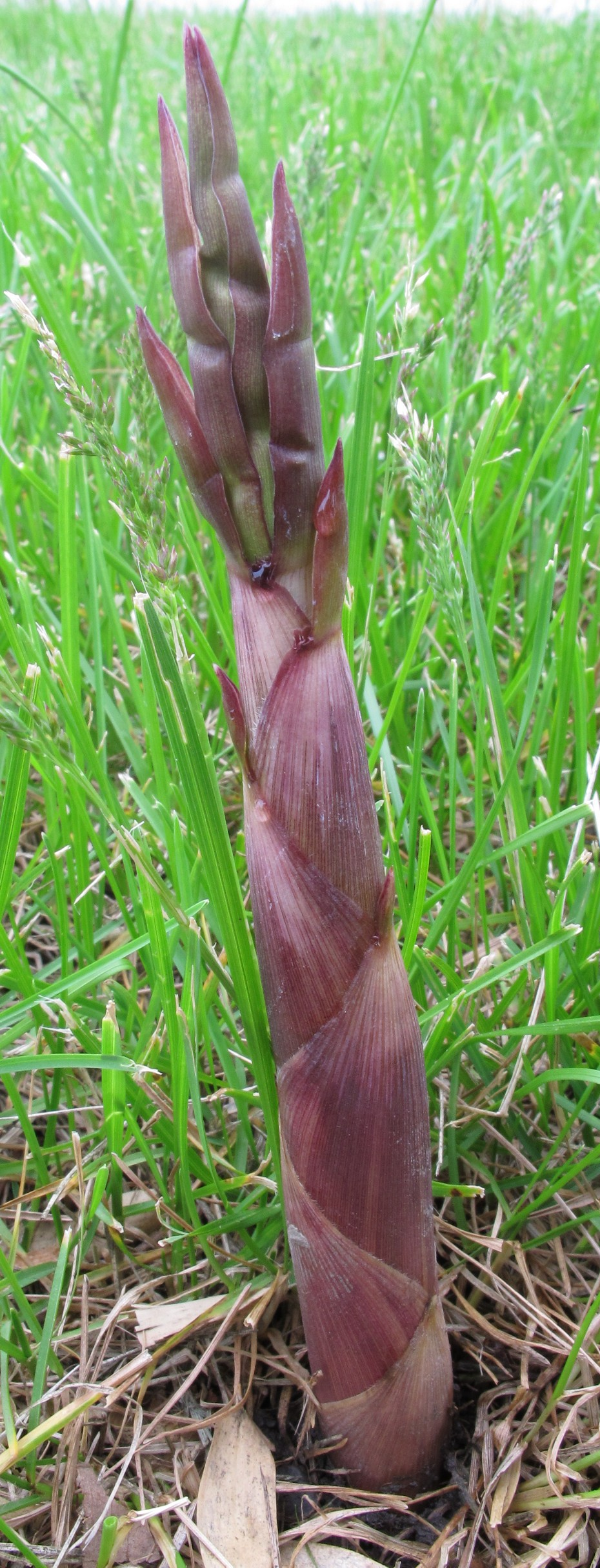
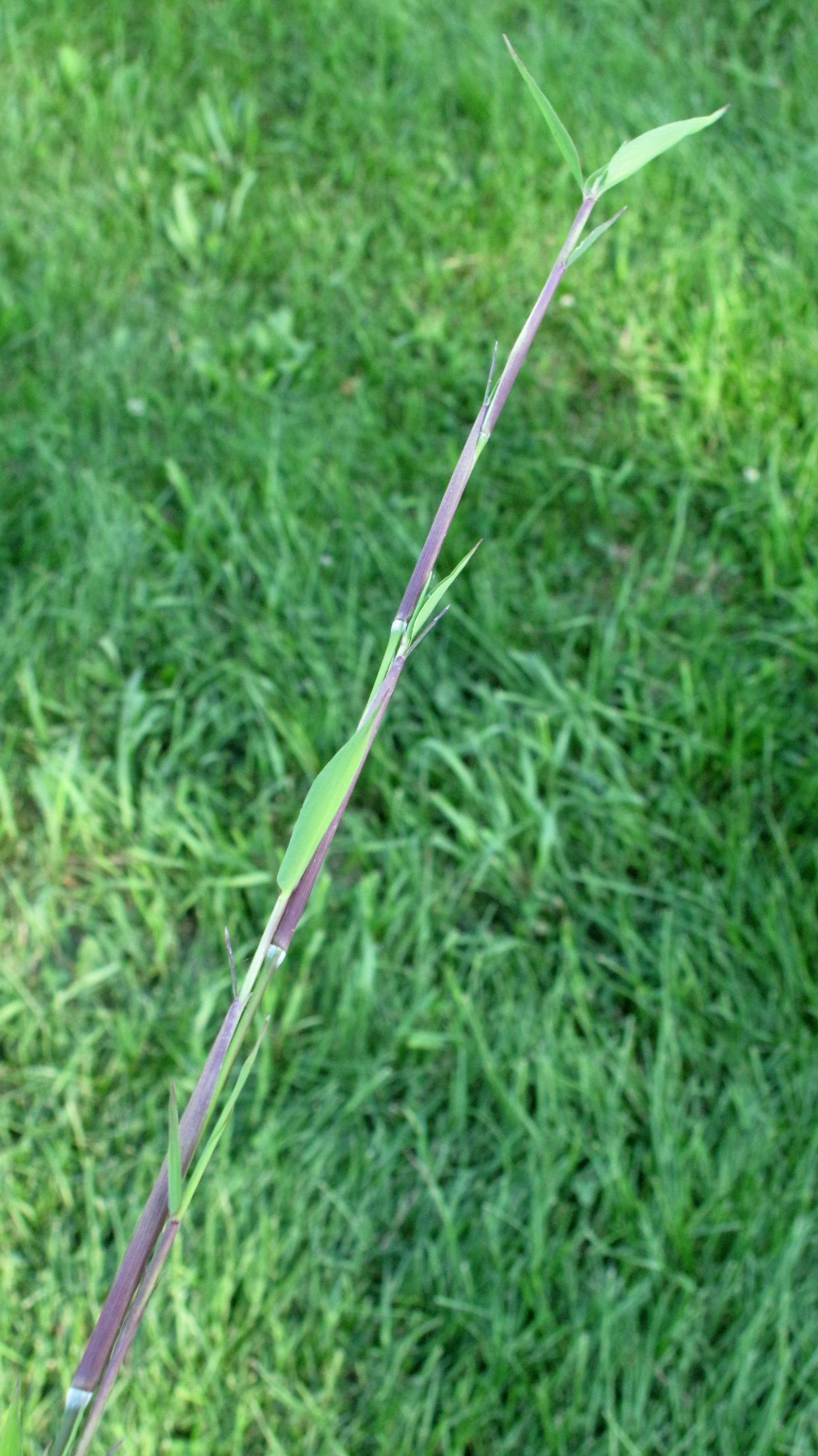